# Roeland Schaftenaar
Roeland Schaftenaar, né le 29 juillet 1988, à Utrecht, aux Pays-Bas, est un joueur néerlandais de basket-ball. Il évolue aux postes d'ailier fort et de pivot.

## Palmarès
ZZ Leyde :
- Champion des Pays-Bas : 2023
- Champion de BNXT League : 2023
- Vainqueur de la Coupe des Pays-Bas : 2023
- Finaliste de la Supercoupe BNXT : 2023